# Synaphosus yatenga
Synaphosus yatenga Ovtsharenko, Levy & Platnick, 1994 è un ragno appartenente alla famiglia Gnaphosidae.

## Etimologia
Il nome della specie deriva dalla provincia del Burkina Faso, luogo di rinvenimento degli esemplari: la provincia di Yatenga.

## Caratteristiche
L'olotipo maschile rinvenuto ha lunghezza totale è di 2,81mm; la lunghezza del cefalotorace è di 1,31mm; e la larghezza è di 0,92mm.

## Distribuzione
La specie è stata reperita nel Burkina Faso settentrionale: l'olotipo maschile è stato rinvenuto nei pressi di Ouahigouya, capoluogo della provincia di Yatenga.

## Tassonomia
Al 2016 non sono note sottospecie e dal 1994 non sono stati esaminati nuovi esemplari.